# والتر سانتسو
والتر سانتسو (ایتالیایی: Walter Santesso؛ ‏ ۲۷ فوریهٔ ۱۹۳۱ – ۲۰ ژانویهٔ ۲۰۰۸) کارگردان، بازیگر و فیلم‌نامه‌نویس اهل ایتالیا بود.
از فیلم‌ها یا برنامه‌های تلویزیونی که وی در آن نقش داشته‌است، می‌توان به زندگی شیرین و ترانه عاشقانه اشاره کرد.

## زندگی‌نامه
او بازیگر فعالی در دهه پنجاه و شصت میلادی بود؛ و امروزه از او به عنوان بهترین انتخاب فلینی در نقش پاپاراتزی در فیلم زندگی شیرین یاد می‌کنند. او چندین فیلم سینمایی برای کودکان از جمله در سال ۱۹۷۸ به نام «عملیات سیب‌زمینی» کارگردانی کرد.

## فیلم‌شناسی
- مادران خطرناک (۱۹۶۰)
- پاهای طلایی (۱۹۵۸)
- نمایش دهنده (۱۹۶۰)
- ماجراجویی در کاپری (۱۹۵۸)
- وعده‌های ملوان(۱۹۵۸)
- پاهای طلایی (۱۹۵۸)
- آسمان سوخته (۱۹۵۷)
- اسکادران شاد (۱۹۵۴)
- ترانه عاشقانه (۱۹۵۴)